# 루카 펠레그리니
루카 펠레그리니(이탈리아어: Luca Pellegrini, 1999년 3월 7일 ~ )는 이탈리아의 축구 선수이다. 그의 포지션은 왼쪽 풀백으로, 현재 세리에 A의 라치오에서 활약하고 있다.

## 클럽 경력

### 로마
2018년 4월 17일, 펠레그리니는 로마와 2021년까지 첫 프로 계약을 맺었다.
펠레그리니는 19세의 나이로 2018-19 시즌에 1군에 합류했다. 그는 2018년 9월 26일 4-0으로 승리한 프로시노네와의 경기에서 프로 데뷔전과 세리에 A 데뷔전을 치렀고, 알렉산다르 콜라로브의 골을 도왔다. 2018년 10월 2일, 그는 5-0으로 이긴 빅토리아 플젠과의 조별 리그 경기에서 UEFA 챔피언스리그 데뷔전을 치렀다.

#### 칼리아리 임대
2019년 1월 31일, 펠레그리니는 칼리아리에 2019년 6월 30일까지 임대되었다.

### 유벤투스
2019년 6월 30일, 루카 펠레그리니는 €22M에 세리에 A 우승팀 유벤투스로 이적했고, 레오나르도 스피나촐라는 반대 방향인 로마로 €29.5M에 이적했다. 2019년 8월 19일, 그는 칼리아리에 2019-20 1시즌 임대로 재합류했다. 2020년 9월 26일, 펠레그리니는 제노아로 1년 임대 이적하였다. 그는 2022년 8월 12일, 분데스리가의 아인트라흐트 프랑크푸르트로 1년 임대로 이적하였다. 2023년 1월 31일, 펠레그리니는 프랑크푸르트 임대에서 복귀하였고, 대신 완전 영입 옵션과 함께 라치오로 임대되었다.

## 국가대표팀 경력
2018년 10월 11일, 펠레그리니는 0-1로 패한 벨기에와의 친선 경기에서 이탈리아 U-21 데뷔전을 치렀다.
이탈리아 U-20 소속으로 2019년 FIFA U-20 월드컵에 참가하였고, 이탈리아는 4위를 기록하였다.
2019년 9월, 그는 아르메니아와 핀란드와의 UEFA 유로 2020 예선전을 앞두고 이탈리아 성인 대표팀에 처음으로 차출되었다.
그는 2020년 11월 11일, 피렌체에서 열린 4-0으로 승리한 에스토니아와의 친선 경기에서 교체 투입되어 성인 국가대표팀 데뷔전을 치렀다.
그는 2021년 UEFA U-21 축구 선수권 대회 예선전에 출전하였으나, 이탈리아 U-21 축구 국가대표팀 본선 명단에 차출되지 못하였다. 그는 2021년 2월에 시작된 지속적인 내전근 부상을 겪으면서 선발과 출전을 할 수 없었다.

## 플레이스타일
그는 주로 왼쪽 풀백으로 활약하지만, 펠레그리니는 이탈리아어로 "메짤라" 역할을 하는 공격형 중앙 미드필더로도 활용되었다. 신체적으로 강력하고 기술적으로 재능 있는 수비수인 그는 또한 그의 실력, 체력, 꾸준함, 그리고 활동량으로 유명하다. 그는 2019년 7월, UEFA.com의 "2019-20년 주목할 만한 50인" 목록에 포함되었다.

## 수상 내역
이탈리아 U-20
- FIFA U-20 월드컵 4위: 2019[11]